# Villa Pflugensberg

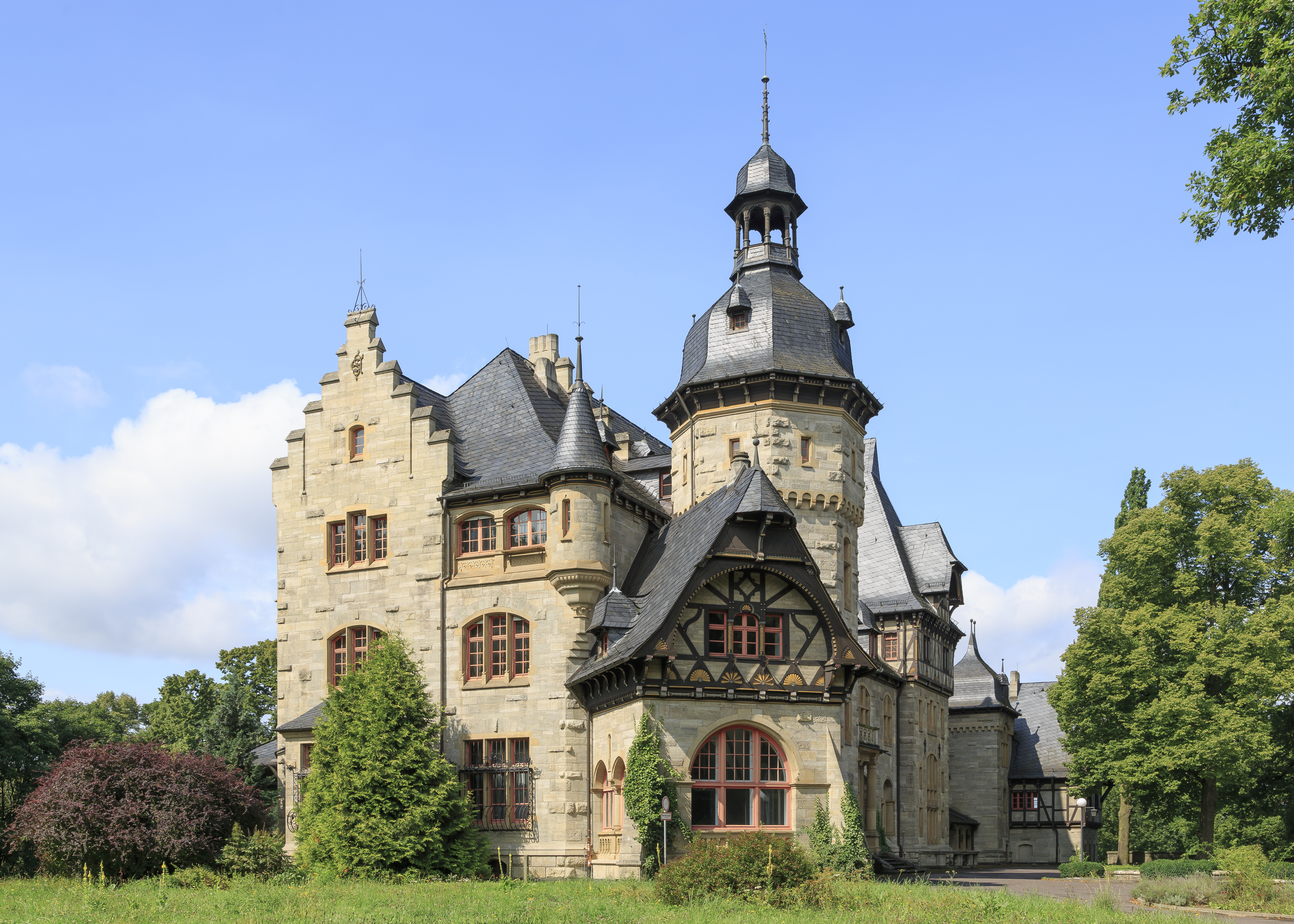
Die Villa der Familie Eichel-Streiber auf dem Pflugensberg

Die Villa auf dem Pflugensberg ist eine denkmalgeschützte Villa im Zentrum der Stadt Eisenach in Thüringen. Bis 2008 war sie Sitz des Landeskirchenamtes der Evangelisch-Lutherischen Kirche in Thüringen.

## Lage
Die Villa liegt in exponierter Lage oberhalb des Eisenacher Stadtparks am südöstlichen Rand des Eisenacher Stadtzentrums in der von der Wartburgallee abzweigenden Dr.-Moritz-Mitzenheim-Straße.

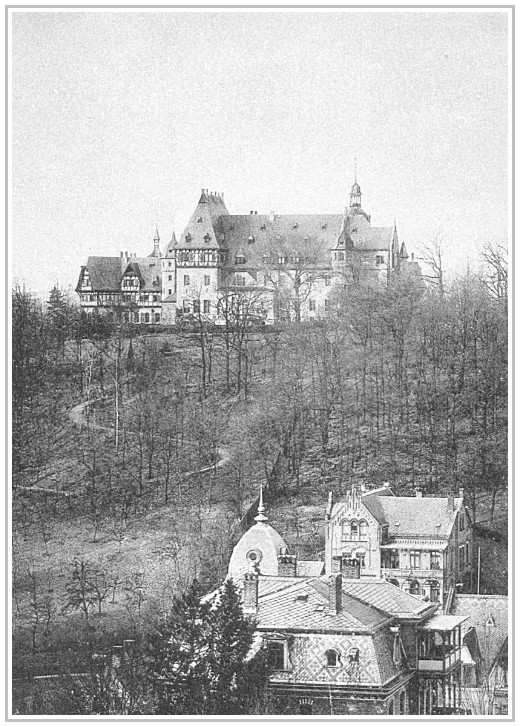
Ansicht des südlichen Pflugensberges um 1900

## Geschichte
Der ab 1725 nach dem damaligen Eigentümer als Pflugensberg bezeichnete Höhenzug, belegt mit dem Gartenhaus und den Gärten des Eisenacher Oberjägermeisters Otto von Pflug, wurde zu Beginn der 1840er Jahre von der Eisenacher Industriellenfamilie von Eichel-Streiber erworben. Sie ließ den Garten 1841 bis 1844 von Eduard Petzold, der in der Region zuvor schon den Schlosspark des Schlosses Neuenhof geschaffen hatte, in einen Landschaftsgarten umgestalten. Der Park wurde durch weitere Flächenzukäufe ständig erweitert.
In der Mitte des Parks ließ Friedrich Eduard von Eichel-Streiber 1889 von den Architekten Ludwig Neher und Aage von Kauffmann aus Frankfurt am Main ein schlossartiges Villengebäude im Stil des Historismus planen, welches bis April 1892 unter Bauleitung des Eisenacher Architekten Christian Hermann Friedrich Hahn errichtet wurde. Die mit Fachwerkelementen gestaltete Villa verfügt über eine Wohnfläche von 3000 Quadratmetern, verteilt auf 90 Zimmer. Für die Parkgestaltung zeichnete ab 1890 bis etwa 1900 der Dresdner Gartenkünstler Max Bertram verantwortlich; die Zeit um 1900 gilt als Blütezeit des Landschaftsparks. Neben den bereits vorhandenen Großbäumen schuf Bertram eine Kombination aus Teppichbeeten sowie ein Bewässerungssystem. Es entstanden ein Tennisplatz und ein Rosengarten. Aussichtspunkte boten vom Park aus einen Panoramablick auf die Wartburg, das Mariental oder das Tal der Hörsel mit dem nördlichen Stadtgebiet.
1921 erwarb die Stadt Eisenach das Gebäude und vermietete es an die Thüringer Landeskirche, welche es später auch käuflich erwarb. Das Gebäude wurde Landeskirchenamt und Sitz des Landesbischofs der Evangelisch-Lutherischen Landeskirche von Thüringen. Die Landeskirche ließ das Haus ab 1990 umfassend renovieren, ließ das Dach eindecken, die Fassade reinigen und schuf durch den Ausbau des Dachgeschosses neue Büroräume. 2005 wurde der Park im unmittelbaren Umfeld der Villa nach Vorlagen aus dem Jahr 1900 wiederhergerichtet, ein Springbrunnen und die von Max Bertram vorgesehenen Sichtachsen zur Wartburg und zur Innenstadt wurden wieder freigelegt. Am 1. Januar 2009 vereinigten sich die Thüringische Landeskirche und die Evangelische Kirche der Kirchenprovinz Sachsen zur Evangelischen Kirche in Mitteldeutschland. Das Landeskirchenamt in Eisenach wurde aus diesem Grund aufgegeben, das Landeskirchenamt hat seit Mai 2011 seinen Sitz im Collegium Maius in Erfurt; Bischofssitz wurde Magdeburg.

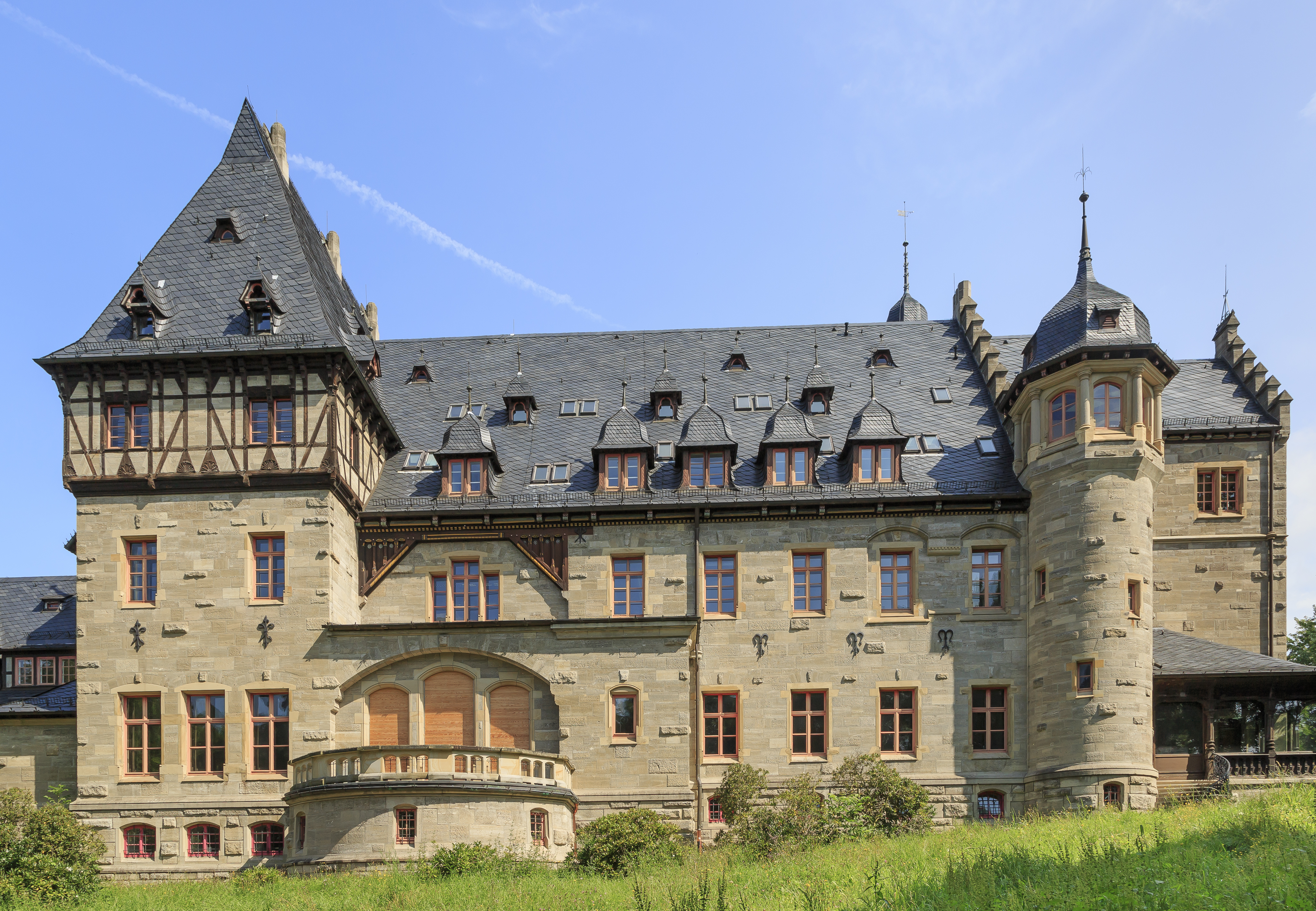
Südseite

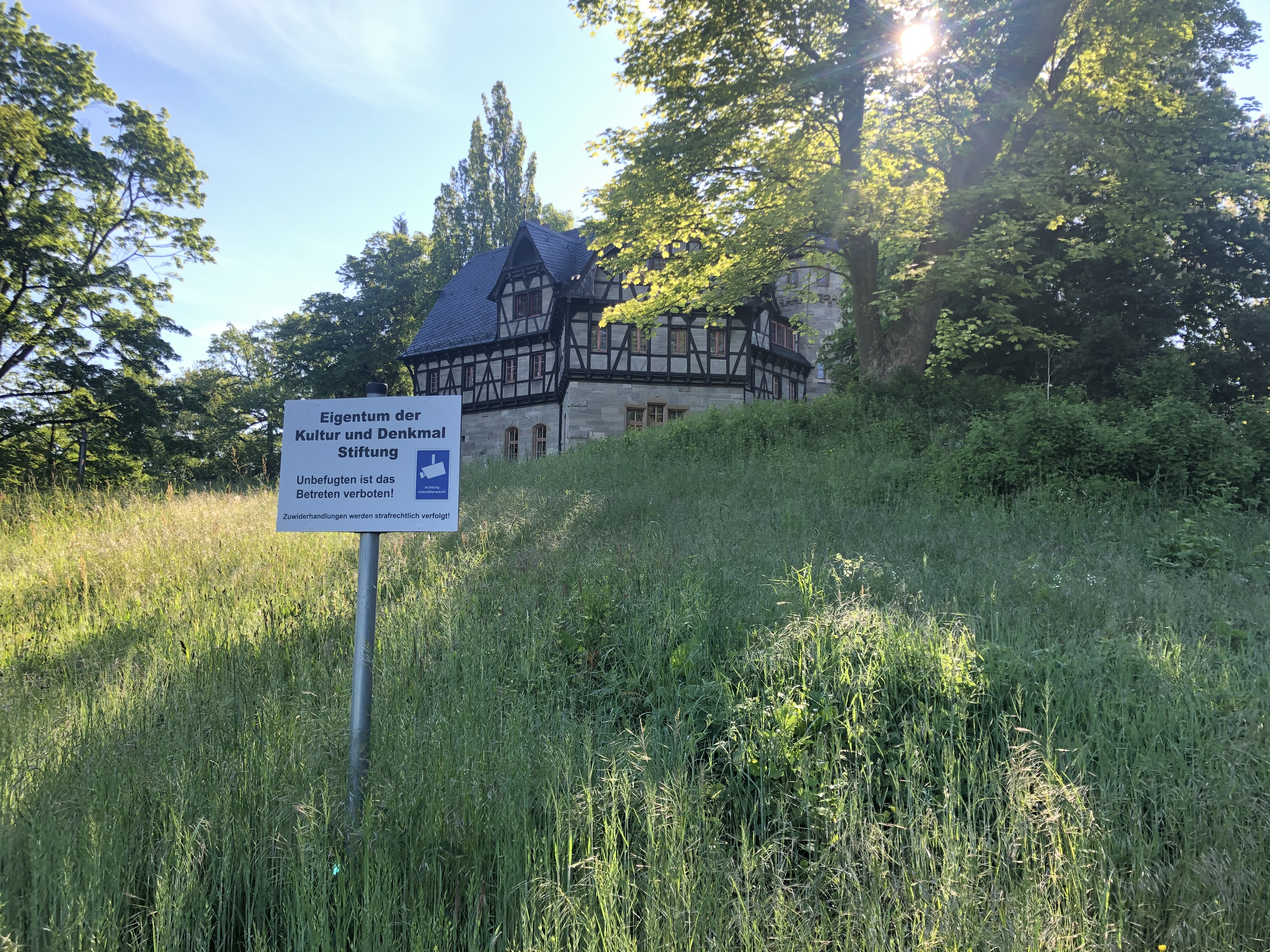
Beschilderung an der Grundstücksgrenze

Seit dem Auszug des Landeskirchenamtes steht die Villa leer. Die Evangelische Kirche in Mitteldeutschland bot das Haus seit 2011 zum Verkauf an. 2013 scheiterte die Veräußerung an die TU Ilmenau und die Fraunhofergesellschaft, die planten, hier ein Bildungszentrum einzurichten.
Nach Angaben der Evangelischen Kirche in Mitteldeutschland (EKM) hat im März 2017 eine gemeinnützige Kultur- und Denkmal-Stiftung das historische Gebäude erworben. Die Kultur- und Denkmal-Stiftung Brenner widmet sich nach eigenen Angaben der Förderung und dem Erhalt von Kunst und Kultur sowie der Denkmalpflege, wobei die Vila Pflugensberg das einzige Objekt der Stiftung ist. Der Kaufpreis betrug nach Angaben der Kirche 1,9 Millionen Euro. Die Stiftung will das Gebäude als eigenen Sitz nutzen, aber auch Mieter aufnehmen. Dafür soll es bereits erste Interessenten geben. Ein Hotel lässt sich in dem Gebäude derzeit nicht realisieren.